# GCompris
GCompris는 2~10세 어린이를 대상으로 하는 교육 엔터테인먼트 소프트웨어를 구성하는 소프트웨어 제품군이다. GCompris는 처음에 GTK 위젯 툴킷을 사용하여 C와 파이썬으로 작성되었으나 2014년 초 이후로 Qt 위젯 툴킷을 사용하여 C++과 QML으로 재개발되었다. GCompris는 GNU GPL v3 요건에 종속되는 자유-오픈 소스 소프트웨어이며 GNU 프로젝트의 일부이다.
GCompris라는 이름은 "나는 이해하였다"라는 구절과 동일하게 발음되는 프랑스어 J'ai compris [ʒekɔ̃ˈpʁi]에서 기원한다.
리눅스, BSD, macOS, 윈도우, 안드로이드용이다.